# Kryzys finansowy w Rosji w 1998 roku
Kryzys finansowy w Rosji w 1998 r. – był następstwem kryzysu we wschodniej Azji w 1997 r. Bezpośrednią jego przyczyną było niespłacenie przez Rosję długu zagranicznego latem 1998 r. W konsekwencji znaczne straty poniosły amerykańskie banki inwestycyjne. Niespłacenie przez Rosję długu spowodowało ucieczkę inwestorów w stronę bardziej pewnych obligacji, w wyniku czego pojawiły się ogromne różnice pomiędzy oprocentowaniem stosunkowo bezpiecznych obligacji skarbowych USA, a oprocentowaniem mniej bezpiecznych obligacji korporacyjnych.
W 1997 r. wydawało się, że sytuacja gospodarcza Rosji stabilizuje się. Inflacja spadła ze 131% w 1995 r. do 22% w 1996 r., a w 1997 r. do 11%. Rosyjskie banki zaczęły pożyczać więcej pieniędzy na zagranicznych rynkach, co spowodowało wzrost ich zobowiązań zagranicznych z 7% aktywów w 1994 r. do 17% w 1997 r.
W listopadzie 1997 r., po tym jak rozpoczął się kryzys we wschodniej Azji, rubel stał się celem ataku spekulacyjnego. Centralny Bank Rosji (CBR) obronił kurs wymiany waluty, tracąc przy tym prawie 6 miliardów dolarów z rezerw walutowych. W tym samym czasie zagraniczni posiadacze krótkoterminowych obligacji rządowych podpisali z CBR kontrakty terminowe, aby wymienić ruble na walutę obcą, co pozwalało im zabezpieczyć się przed ryzykiem wahań walutowych. Powodem tych wahań były prawdopodobnie przewidywania, że rubel podzieli niebawem los walut azjatyckich.
Pozycje pozabilansowe – w większości kontrakty terminowe z zagranicznymi inwestorami – stanowiły także dużą część zobowiązań rosyjskich banków komercyjnych. Wartość netto zobowiązań finansowych rosyjskich banków wynikająca z tych kontraktów w pierwszej połowie 1998 r. szacowano na co najmniej 6 miliardów dolarów.
W grudniu 1997 r. rosyjskiej gospodarce zaszkodziły spadki ceny ropy naftowej i metali nieżelaznych, które stanowiły do 2/3 rosyjskich przychodów. W związku z niepewną sytuacją gospodarki rosyjskiej, inwestorzy zaczęli brać pod uwagę ryzyko niewypłacalności Rosji. Aby zapewnić stabilne środowisko inwestycyjne, w lutym 1998 r. rząd rosyjski przedstawił Dumie Państwowej propozycję nowego systemu podatkowego, który zakładał wprowadzenie mniejszej liczby podatków, ale za to bardziej efektywnych. Nowe zasady zatwierdzono w 1998 r., ale część zasadniczych założeń, które miały na celu zwiększenie dochodów państwa, zostało pominiętych.
Rosja ubiegała się również o uzyskanie środków finansowych z Międzynarodowego Funduszu Walutowego (MFW), ale nie udało się dojść do porozumienia. Pod koniec marca sytuacja polityczno-ekonomiczna w kraju była już tragiczna. 23 marca prezydent Borys Jelcyn niespodziewanie zwolnił cały gabinet rządowy, łącznie z premierem Wiktorem Czernomyrdinem. Następnie mianował premierem 35-letniego Siergieja Kirijenkę, byłego dyrektora naczelnego firmy zajmującej się bankowością i ropą naftową. Przed objęciem urzędu Kirijenko działał w rządzie mniej niż rok, co wystawiło zaufanie inwestorów do rządu na jeszcze większą próbę.
Obawy przed wzrostem stóp procentowych w Stanach Zjednoczonych i w Niemczech spowodowały wzrost ostrożności wśród inwestorów, a w Rosji wywołały wzrost napięcia wewnątrz rządu. Inwestorzy postrzegali Rosję jako kraj coraz mniej stabilny ekonomicznie. Duzi inwestorzy przekonani o tym, że relacje Rosji ze Stanami Zjednoczonymi są napięte, zaczęli wyprzedawać swoje obligacje rządowe i inne rosyjskie papiery wartościowe.
Do 18 maja oprocentowanie obligacji rządowych wzrosło do 47%. W normalnej sytuacji, przy 10% inflacji, rosyjskie banki kupiłyby tak wysoko oprocentowane rządowe papiery wartościowe, ale tym razem brakowało im pewności, czy rząd rosyjski będzie w stanie wykupić obligacje. Dodatkowo, wyższe podatki zmniejszyły płynność finansową banków i przedsiębiorstw. Rublowe depozyty bankowe gospodarstw domowych wzrosły w 1998 r. zaledwie o 1,3 miliarda w porównaniu z rokiem 1997, w którym wynosiły 29,8 miliarda. CBR zareagował zmniejszeniem podaży pieniądza i zwiększeniem oprocentowania pożyczek udzielanych bankom z 30 do 50%. W ciągu dwóch dni CBR wydał 1 miliard dolarów, by obronić kurs wymiany rubla.
27 maja popyt na rosyjskie obligacje spadł tak bardzo, że stopa zwrotu przekroczyła 50%. Rząd nie był w stanie sprzedać wystarczającej liczby obligacji na swoich cotygodniowych aukcjach i tym samym zrefinansować długu.
W tym samym czasie ceny ropy naftowej spadły do 11 dolarów za baryłkę – cena była o połowę niższa niż rok wcześniej. Naftowi i gazowi oligarchowie popierali dewaluację rubla, ponieważ oznaczała zwiększenie wartości ich eksportu mierzonej w rublach. Jednak CBR ponownie zwiększył stopy procentowe pożyczek, tym razem do 150%. Prezes CBR Siergiej Dubinin tak skomentował swoje posunięcie: „Jeżeli usłyszysz, że ktoś mówi o dewaluacji, pluń mu w twarz, kimkolwiek on jest”.
Rząd stworzył swój plan antykryzysowy, poprosił Zachód o pomoc i rozpoczął proces upadłościowy przeciwko trzem przedsiębiorstwom z dużymi zaległościami w płaceniu podatków. Kirijenko spotkał się z zagranicznymi inwestorami, aby ich uspokoić. Jelcyn w serii nocnych wystąpień w rosyjskiej telewizji wzywał elitę finansową Rosji do wzięcia udziału w spotkaniu na Kremlu. Podczas spotkania namawiał ich do prowadzenia inwestycji w Rosji. W czerwcu CBR przeznaczył na obronę rubla 5 miliardów dolarów rezerw walutowych. Rząd starał się poprawić sytuację, ale powszechnie wiadomo było, że zagraniczni inwestorzy pożyczyli rosyjskim przedsiębiorstwom i bankom od 2,5 do 3 miliardów dolarów i że trzeba będzie spłacić tę pożyczkę pod koniec września. Co gorsza, termin zapadalności kontraktów terminowych w rublach wartych miliardy dolarów przypadał na jesień.
W lipcu MFW zgodził się udzielić Rosji dodatkowej pomocy finansowej w wysokości 11,2 miliarda dolarów, z czego 4,8 miliarda dolarów miało być przekazane natychmiast. Jednak w okresie od maja do sierpnia miała miejsce ucieczka kapitału i z Rosji wypłynęły ok. 4 miliardy dolarów. W przeciągu 1998 roku Rosja straciła kolejne 4 miliardy dolarów z powodu spadających cen ropy naftowej. Na skutek tego płynność finansowa kraju zmniejszyła się tak bardzo, że pomoc MFW na niewiele się zdała.
Duma, starając się chronić monopole przed wymaganiami MFW, tuż przed wakacyjną przerwą w obradach, zdecydowała się zrezygnować z tej ważnej części planu antykryzysowego, uzgodnionej przez Rosję z MFW. Rząd miał nadzieję, że plan antykryzysowy przyniesie dodatkowe 71 miliardów rubli przychodu. Ale te części planu, które przyjęła Duma mogły zwiększyć przychód jedynie o 3 miliardy rubli. Na próżno starano się ponownie zwołać Dumę, co wywołało kolejny spadek zaufania inwestorów.
13 sierpnia 1998 r. w wyniku obaw inwestorów, że rząd rosyjski dokona dewaluacji rubla lub nie spłaci długu krajowego, nastąpiło załamanie rosyjskiego rynku papierów wartościowych i rynku walutowego. Stopa zwrotu z obligacji denominowanych w rublach przekroczyła 200%. Giełdę papierów wartościowych trzeba było zamknąć na 35 minut, gdyż ceny zaczęły zbyt gwałtownie spadać – ceny spadły o 65%, a obrót na rynku znacznie się skurczył. Od stycznia do sierpnia giełda straciła na wartości ponad 75%, z czego w maju 39%. 17 sierpnia rząd upłynnił kursy walut i zdewaluował rubla. Ponieważ nie był w stanie spłacić długu krajowego, wstrzymał spłatę obligacji denominowanych w rublach (początkowo tylko krótkoterminowych obligacji rządowych) i ogłosił 90-dniowe moratorium na wypłaty środków zagranicznym wierzycielom przez banki komercyjne.